# (4173) Thicksten
(4173) Thicksten ist ein Hauptgürtelasteroid, der am 27. Mai 1982 von Carolyn Shoemaker vom Palomar-Observatorium aus entdeckt wurde.
Der Asteroid wurde nach dem Leiter des Palomar-Observatoriums, Robert P. Thicksten benannt.